# Jacek Oniszczuk
Jacek Oniszczuk (ur. 6 lipca 1966 w Lubartowie, zm. 22 grudnia 2017 roku na zboczach Gran Sasso d’Italia) – polski jezuita, doktor nauk teologicznych, biblista, nauczyciel akademicki.

## Życiorys
Pochodził z Lubartowa. Po maturze studiował najpierw przez trzy lata mechanikę precyzyjną na Politechnice Warszawskiej. 25 sierpnia 1988 wstąpił do zakonu jezuitów. Następnie odbył nowicjat w Gdyni i 26 sierpnia 1990 złożył  śluby zakonne. Po nich odbył studia filozoficzne w Krakowie, po czym przez kolejne dwa lata odbywał praktykę duszpasterską w Wydawnictwie Przeglądu Powszechnego i w ośrodku jezuickim w Falenicy.
W 1995 rozpoczął studia z zakresu teologii na Papieskim Uniwersytecie Gregoriańskim w Rzymie. 14 kwietnia 1998 przyjął święcenia diakonatu w rzymskim kościele del Gesù z rąk kardynała Achille Silvestriniego, zaś 29 czerwca 1999 święcenia prezbiteratu w sanktuarium św. Andrzeja Boboli w Warszawie z rąk nuncjusza apostolskiego w Polsce arcybiskupa Józefa Kowalczyka.
Po obronie licencjatu na rok wrócił do Polski, gdzie do 2002 pracował w parafii św. Stanisława Kostki w Gdyni. Następnie przygotowywał doktorat z teologii biblijnej na Papieskim Uniwersytecie Gregoriańskim, obroniony 26 kwietnia 2006. Był uczniem profesora Rolanda Mene, rozwijając jego retoryczną interpretację Biblii. Po obronie skierowany na trzecią probację do Meksyku, która poprzedziła ostateczne śluby zakonne złożone 25 marca 2009 generała zakonu Adolfo Nicolasa. Od 2009 prowadził wykłady na Wydziale Teologii Papieskiego Uniwersytetu Gregoriańskiego z teologii Nowego Testamentu, a od września 2017 kierował Departamentem Teologii Biblijnej.
Zmarł 22 grudnia 2017 podczas wspinaczki na zboczu masywu Gran Sasso d’Italia przy szczycie Pizzo Cefalone, gdy przysypała go lawina.